# Salmanbəyli
Salmanbəyli è un comune dell'Azerbaigian situato nel distretto di Ağcabədi. Conta una popolazione di 2 132 abitanti.